# Amir Haddad
Amir Haddad (hebrejsky עמיר חדד‎; * 20. června 1984 Paříž), celým jménem Laurent Amir Khlifa Khedider Haddad (hebrejsky לורן עמיר חליפה חדידר חדד‎), známý též jen jako Amir, je izraelsko-francouzský zpěvák a písničkář.

## Životopis
Narodil se 20. června 1984 v Paříži tuniskému otci a marocko-španělské matce. Vyrůstal v Sarcelles na severním předměstí Paříže, v osmi letech se však s rodiči přestěhoval do Izraele. Později zde nastoupil povinnou vojenskou službu a po jejím absolvování zahájil zubařské univerzitní studium, které dokončil v roce v roce 2012. V roce 2014 se oženil se svou izraelskou partnerkou. Slyší jen na jedno ucho.
Už před vojnou se v roce 2006 zúčastnil čtvrté řady izraelské verze SuperStar – A Star is Born. V roce 2008 pro francouzskou nahrávací společnost natočil debutový singl „Kache limtso milim“, v roce 2011 pak vydal své první album Vayehi. Koncem roku 2013 se zúčastnil třetí řady francouzské verze talentové soutěže Hlas, kde získal podporu všech 4 porotců, postoupil až do finále a skončil na 3. místě. V té době si začal psát i vlastní písně, z nichž pak vzniklo album Au coeur de moi, vydané na konci dubna 2016 labelem Warner Music France.
Koncem února 2016 francouzská televize France 2 oznámila, že Amira vyšle jako národního reprezentanta do mezinárodní soutěže Eurovision Song Contest 2016. V květnu téhož roku tedy vystoupil ve švédském Stockholmu se svým electro-popovým hitem „J’ai cherché“, který napsal zčásti ve francouzštině a zčásti v angličtině spolu s Nazimem Khaledem a Johanem Erramim. Ve finále soutěže získal od poroty a diváků dohromady 257 bodů, což mu vyneslo z 26 uchazečů celkově 6. místo. Dosáhl tak pro Francii nejlepšího výsledku od roku 2002, kdy Sandrine François s písní „Il faut du temps“ skončila pátá.